# Плюмье, Шарль
Шарль Плюмье́ (фр. Charles Plumier; 20 апреля 1646 — 20 ноября 1704) — французский ботаник.

## Биография
Родился в Марселе, в шестнадцать лет вступил в орден минимов. Посвятил себя изучению математики и физики, изготавливал физические инструменты, был превосходным чертежником, живописцем и токарем. В монастыре Троицы в Риме Плюмье изучал ботанику. По возвращении во Францию стал учеником Жозефа Питтона де Турнефора и совершил с ним несколько путешествий.
Исследовал южное побережье Франции: Прованс и Лангедок. В 1689 году в составе правительственной экспедиции выехал на французские Антильские острова. После завершения экспедиции, результаты которой были признаны очень ценными, Плюмье был назначен королевским ботаником. В 1693 году по поручению короля Людовика XIV он совершил второе путешествие на Антильские острова и в Центральную Америку. В поездке по Вест-Индии его сопровождал доминиканский монах-ботаник Жан-Батист Лаба.
Из Южной Америки Плюмье привёз образцы новых растений. Им были открыты Магнолия (Magnolia), названа в честь французского ботаника Пьера Маньоля, и Бегония (Begonia), названа в честь покровителя Плюмье, Мишеля Бегона.
Умер в 1704 году в испанском городке Эль-Пуэрто-де-Санта-Мария неподалёку от Кадиса, готовясь совершить свою четвёртую экспедицию в Перу.

## Труды
- «Description des plantes de l'Amérique» Архивная копия от 25 ноября 2016 на Wayback Machine (фр.), Paris, imprimerie royale, 1693, in folio (Описание флоры Америки).
- «Réponse du Père Plumier a M. Pommet, marchand droguiste à Paris, sur la cochenille», in Journal des sçavans, 1694
- «Nova plantarum americanarum genera» Архивная копия от 25 ноября 2016 на Wayback Machine (фр.), Paris, 1703—1704.
- «Traité des fougères de l'Amérique», Paris, 1705, in folio (Описание папоротников Америки).
- «L'Art de tourner ou de faire en perfection toutes sortes d'ouvrages au tour», Lyon, 1701.
- «Plantarum americanarum, quas olim Carolus Plumierus detexit», Amsterdam, 1707—1780.

a также ещё много рукописей и рисунков, которые хранятся в Национальной библиотеке и в Музее естественной истории в Париже.

## Растения, названные Плюмье
Род Лобелия (Lobelia) назван им в честь ботаника Маттиаса де Л’Обеля.
Род Беслерия (Besleria) назван им в 1703 году в честь немецкого ботаника и аптекаря Базилиуса Беслера.
Род Баугиния (Bauhinia) назван им в честь швейцарских ботаников братьев Каспара и Иоганна Баугин.

## Именем Плюмье названы
Род растений Плюмерия (Plumeria L.).